# 中村香奈
中村 香奈（なかむら かな、1975年2月5日 - ）は、元毎日放送 (MBS) のアナウンサー。

## 来歴
京都府京都市出身。同志社大学を卒業後、1997年に毎日放送に入社。同期の大八木友之、北澤咲弥花、近藤亨とともに同局のアナウンサーになる。
アナウンス室在籍中の2003年5月に結婚した。また、同年10月に気象予報士の資格を取得した。以後は、MBSテレビで放送の『MBSニュース＆天気』に気象予報士として出演した。
後に毎日放送を退社し、フリーランスでの活動を開始した。

## 担当番組

### テレビ番組
- あどりぶランド - 番組終了時点での出演アナウンサー最年少であった。
- 八方組ごくろうの妻たち - 月曜・水曜・金曜担当
- うきうき晴レルヤ![1]
- 銀河ピカイチテレビ[1]
- TV-エム[1]
- MBSニュース＆天気 - 土曜の天気予報のみを担当。
- MBSニュース - 不定期出演

### ラジオ番組
- こども音楽コンクール
- マイクのチバリョー!タイガース - アシスタント
- レコードライブラリー
- ケンドーコバヤシおとなの時間 → スッごい!大人の時間 - アシスタント
- MBSタイガースナイター
- MBSニュース - 不定期出演